# Mercedes de Acosta
Pour les articles homonymes, voir Acosta.
Mercedes de Acosta (née le 1er mars 1892 à New York et morte le 9 mai 1968 dans la même ville) est une poétesse et artiste hispano-américaine.
Ses mémoires de 1960, Here Lies the Heart, sont reconnues comme un document remarquable de l'histoire LGBT car elles font allusion à l'aspect lesbien de certaines de ses relations.

## Biographie

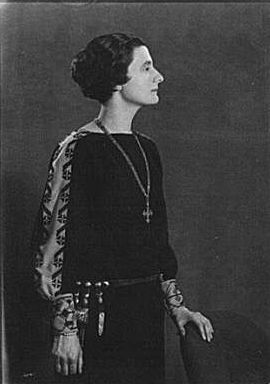
Mercedes de Acosta après 1919.

Mercedes de Acosta est née à New York le 1er mars 1892,. Son père, Ricardo de Acosta, est né à Cuba de parents espagnols, puis a émigré aux États-Unis. Sa mère, Micaela Hernández de Alba y de Alba, est espagnole et serait une descendante des ducs espagnols d'Alba. Elle a cinq frères et sœurs : Aida, qui deviendra par la suite aéronaute, Ricardo Jr., Angela, Maria et Rita. Maria épouse l'architecte paysagiste A. Robeson Sargent, fils du botaniste de Harvard Charles Sprague Sargent. Rita est devenue une mondaine mieux connue sous le nom de Rita de Acosta Lydig. 
Mercedes fréquente l'école primaire au couvent du Saint-Sacrement sur la 79e Rue Ouest à Manhattan où Dorothy Parker est une de ses camarades de classe.
Mercedes de Acosta devient vite connue dans le milieu hollywoodien pour sa liberté sexuelle et ses relations lesbiennes. Elle est impliquée dans de nombreuses relations lesbiennes avec l'élite de Broadway et d'Hollywood et elle ne tente pas de cacher son orientation sexuelle ; son existence non close est très rare et audacieuse dans sa génération. En 1916, elle entame une liaison avec l'actrice Alla Nazimova et plus tard avec la danseuse Isadora Duncan.
Elle épouse le peintre Abram Poole (janvier 1883 - 24 mai 1961) en 1920. Ils divorcent en 1935. Peu de temps après son mariage, elle s'investit dans une relation de cinq ans avec l'actrice Eva Le Gallienne. Elle écrit deux pièce pour elle, Sandro Botticelli et Jeanne d'Arc. Après les échecs financiers des deux pièces, elles mettent fin à leur relation.
Au cours des années 1920 et 1930, elle côtoie plusieurs actrices et danseuses célèbres, dont Greta Garbo, Marlene Dietrich, Ona Munson et la ballerine russe Tamara Karsavina. D'autres rumeurs non fondées suggèrent des aventures avec Tallulah Bankhead, Pola Negri, Eleonora Duse, Katharine Cornell et Alice B. Toklas, avec une Tallulah Bankhead agacée, surnommant régulièrement Mercedes de Acosta « Comtesse Dracula » à la suite de leur prétendue liaison.
On[Qui ?] a souvent dit qu'elle a déclaré un jour : « Je peux éloigner n'importe quelle femme de n'importe quel homme », mais il n'y a aucune preuve pour étayer cette affirmation.
Fervente libérale, elle est engagée dans plusieurs causes politiques. Préoccupée par la Guerre d'Espagne, qui a commencé en 1936, par exemple, elle soutient le gouvernement républicain qui s'oppose aux nationalistes espagnols. Avocate infatigable pour les droits féministes, elle a écrit dans son mémoire, « je croyais... dans chaque forme d'indépendance pour les femmes et j'étais... un ouvrier inscrit pour le suffrage féminin. » 
Elle devient également végétarienne et, par respect pour les animaux, refuse de porter des fourrures.
Elle est décrite en 1955 par le biographe de Garbo, John Bainbridge, comme «  une femme aux manières courtoises, au goût décoratif impeccable et à la grande élégance personnelle. ... une femme passionnée et passionnée par l'art de vivre ... et dotée d'un esprit élevé, d'une énergie, d'une curiosité éclectique et d'un intérêt varié pour les arts. »
En 1960, alors qu'elle souffre d'une tumeur du cerveau et a besoin d'argent, elle publie ses mémoires, Here Lies the Heart. Le livre est bien accueilli par les critiques et de nombreux amis proches en font l'éloge, mais son homosexualité implicite et la révélation de ses nombreuses conquêtes féminines, rompt plusieurs amitiés avec des femmes qui estiment que leur sexualité a été trahie. Beaucoup n'acceptent pas de voir leur vie sexuelle étalée sur la place publique. Garbo met fin à leur amitié à ce moment. Eva Le Gallienne en particulier est furieuse, dénonçant Mercedes comme une menteuse et déclarant qu'elle a inventé les histoires pour la gloire. Cette caractérisation est inexacte puisque nombre de ses aventures et relations avec des femmes, y compris celle avec Eva Le Gallienne, sont confirmées dans sa correspondance personnelle.
Marlene Dietrich fait exception, qui continue à correspondre avec elle et qui adore le livre. En tout cas, elle acquiert une réputation qui n'est pas appréciée de tous. Mais comme Alice B. Toklas, amante de Gertrude Stein et amie de longue date de Mercedes, l'a écrit à un critique désapprobateur, « Dites ce que vous voulez à propos de Mercedes, elle a eu les femmes les plus importantes du XXe siècle »,.
Mercedes de Acosta meurt à 76 ans dans la pauvreté à New York. Elle est enterrée au cimetière Trinity à Washington Heights,.

## Relation avec Greta Garbo
Sa relation la plus connue est celle avec Greta Garbo. Lorsque l'ami proche de Garbo, l'auteur Salka Viertel, les présente en 1931, elles se lient rapidement. Au fur et à mesure que leur relation se développe, elle devient erratique et volatile, avec Garbo toujours aux commandes. Les deux sont très proches sporadiquement, puis séparées pendant de longues périodes lorsque Garbo l'ignore, agacée par le comportement obsessionnel de Mercedes associé à ses propres névroses. Elles restent amies pendant trente ans, pendant lesquels Garbo écrit à Mercedes 181 lettres, cartes et télégrammes . À propos de leur amitié, Cecil Beaton, qui est proche des deux femmes, écrit dans ses mémoires en 1958, « Mercedes est la meilleure amie [de Garbo] et pendant 30 ans, elle est restée à ses côtés, prête à lui consacrer sa vie ». Leur séparation en 1944 fut un déchirement pour Mercedes. 
Bien qu'il ait été avancé qu'une relation intime entre eux ne peut être prouvée, Mercedes de Acosta déclare qu'elles étaient amantes. Contrairement à la légende, elle ne l'a pas fait dans ses mémoires. En 1959, alors qu'elle est démunie, Mercedes vend ses archives au Rosenbach Museum de Philadelphie et prétend avoir inclus à contrecœur des lettres romantiques de Garbo. « Je n'aurais pas eu le cœur ni le courage d'avoir brûlé ces lettres », écrit-elle à William McCarthy, conservateur du musée. « Je veux dire, bien sûr, Eva [ sic ], Greta et Marlene qui étaient amantes. . . . j'espère seulement ... ils seront respectés et protégés des yeux des gens vulgaires ». Tous les biographes récents de Garbo et Mercedes évoquent leur relation    . À la demande de Mercedes, les lettres de Garbo ont été mises à la disposition du public en 2000, dix ans après sa mort, et aucune n'est explicitement romantique. Cependant, la famille de Garbo, qui contrôle sa succession, n'a autorisé que 87 des 181 lettres à être rendues publiques. 

## Intérêt pour la spiritualité orientale
Au début des années 1930, Mercedes de Acosta développe un intérêt pour l'hindouisme et est encouragé dans sa recherche par le mystique indien Meher Baba lorsqu'il arrive à Hollywood. Pendant plusieurs années, elle est captivée par sa philosophie et ses méthodes, et il lui donne souvent des conseils sur les moyens de résoudre ses problèmes. Plus tard, elle étudie la philosophie du guru hindou Ramana Maharshi qui l'initie au yoga, à la méditation et à d'autres pratiques spirituelles qu'elle espère aider à soulager sa souffrance. En 1938, elle rencontre le danseur hindou Ram Gopal à Hollywood. Ils établissent immédiatement une relation et deviennent des amis proches pour la vie. Plus tard cette année-là, ils se rendent en Inde pour rencontrer Maharishi.
Interrogée sur la religion, Mercedes de Acosta a dit un jour que bien qu'elle ait grandi catholique, elle serait, si elle devait être quoi que ce soit, bouddhiste.

## Postérité
Mercedes de Acosta a généralement été décrite de manière désobligeante, rejetée comme une « lesbienne notoire » qui était d'une nuisance malhonnête pour ses amantes et qui « traquait » constamment Garbo. Les biographes de Garbo, par exemple, évaluent leur relation du point de vue de Garbo dans lequel celle-ci est fondamentalement irréprochable dans leur relation difficile, une victime perpétuelle du prétendu comportement ennuyeux de Mercedes. Mais Robert A. Schanke, le biographe récent de de Acosta, tente, sur la base de recherches approfondies, de fournir une image précise d'elle. Elle était, reconnaît Schanke, imparfaite, une femme complexe qui a gâté plusieurs de ses relations et n'a pas réussi à réaliser ses aspirations professionnelles et romantiques. Mais il révèle qu'elle était une personne exceptionnellement vivante, intelligente et dynamique qui avait de nombreux amis dévoués. Elle était, soutient-il, une lesbienne courageuse de son temps et une personne intègre qui est restée agréable et fidèle à presque tous ceux dont elle a croisé la route. Il suggère que les nombreuses représentations dénigrantes d'elle peuvent dériver de l'homophobie profonde de sa génération.
Elle a été accusée d'avoir fabriqué des évènements dans ses mémoires et de les avoir mélangés avec des demi-vérités et des fantasmes. Elle-même a avoué : « J'ai peut-être commis des erreurs dans certaines dates ou des incidents mineurs, mais… je sens que je me suis tenue à l'esprit de ma déclaration sinon à la lettre ». Néanmoins, Karen Swenson, une biographe de Garbo, et Schanke ont identifié et corrigé des erreurs significatives dans son récit. Ses mémoires ont été redécouvertes à la fin des années 1960 et largement lues dans la communauté gay clandestine. Malgré ses inexactitudes, elles sont maintenant reconnues comme une contribution importante à l'histoire gaie et lesbienne .
Le compositeur Joseph Hallman a commémoré Mercedes de Acosta dans le cycle de chansons Raving Beauty pour flûte, harpe, violoncelle et soprano. Le cycle de chansons est basé sur la correspondance et les documents éphémères conservés dans la collection de Acosta du Rosenbach Museum. L'ouvrage traite de ses relations et correspondances avec Greta Garbo, Marlene Dietrich, Isadora Duncan, Igor Stravinsky, et d'autres. Commandé par le Festival international des arts de Philadelphie, il a été joué à plusieurs reprises, y compris par le Secret Opera.

## Poésie
Sa poésie se compose principalement de trois livres publiés pendant sa vie : Moods (prose poems) (1919), Archways of Life (1921) et Streets and Shadows (1922).
Une compilation exhaustive de ces trois livres est apparue pour la première fois en traduction espagnole sous le titre Imposeída (46 poemas) :
- Mercedes De Acosta, Imposeída (46 poemas), Las Cruces, Éd. Jesus J. Barquet et Carlota Caulfield ;  Éd. La Mirada, 2016  (ISBN 978-0-9911325-4-6)